# How About You?
How About You? ist ein Song von Burton Lane (Musik) und Ralph Freed (Text), der 1941 veröffentlicht wurde.
Lane und Freed schrieben How About You? für den Film Babes on Broadway (1942), unter der Regie von Busby Berkeley, mit Mickey Rooney und Judy Garland als Hauptdarsteller, die das Lied im Film vorstellen. How About You? erhielt 1943 eine Oscar-Nominierung in der Kategorie Bester Song.
Judy Garland (begleitet vom Orchester David Rose, Brunswick 83305) nahm den Song auf Schallplatte auf; zahlreiche Coverversionen von How About You? wurden bereits in den 1940er-Jahren eingespielt, u. a. von Teddy Powell, Tommy Dorsey, Teddy Weatherford, Fred Böhler, Alice Babs und Claude Thornhill. In den 1950er-Jahren wurde der Song auch von Frank Sinatra (Songs for Swingin’ Lovers 1956), Ahmad Jamal, Oscar Peterson (The Oscar Peterson Trio at the Stratford Shakepearean Festival 1956), Horace Silver, Lennie Niehaus, Cal Tjader, Chet Baker, Buddy DeFranco, Kenny Burrell, Tal Farlow und Rosemary Clooney/The Hi-Lo’s  interpretiert, was ihn zu einem populären Jazzstandard machte. Tom Lord listet nach 261 Versionen des Songs.
Das durch Ryan Truesdell Centennial – Newly Discovered Works of Gil Evans 2012 aufgenommene Arrangement des Songs von Gil Evans (ursprünglich für das Thornhill-Orchester) wurde 2013 mit einem Grammy in der Sparte Bestes Instrumentalarrangement ausgezeichnet.